# إقليم كلميم
إقليم كلميم هو أحد الأقاليم المغربية، وهو تابع إدارياً لجهة كلميم واد نون. يحده من الشمال إقليم تزنيت وإقليم سيدي إفني، ومن الشرق إقليم طاطا ومن الغرب المحيط الأطلسي ومن الجنوب إقليم طانطان وإقليم آسا الزاك. ويضم الإقليم 808 187 نسمة، موزعين على 214 40 أُسرة، حسب الإحصاء العام للسكان والسكنى لسنة 2014.

## التقسيم الإداري
يتكون إقليم كلميم من جماعتين حضريتين، و18 جماعة قروية، ويُبين الجدول التالي عدد السكان حسب إحصاء سنة 2014:
| الدائرة        | الجماعة             | النوع       | عدد الأسر | مجموع السكان |
| -------------- | ------------------- | ----------- | --------- | ------------ |
|                | كلميم               | جماعة حضرية | 667 25    | 318 118      |
|                | بويزكارن            | جماعة حضرية | 194 3     | 228 14       |
| دائرة بويزكارن | افران الأطلس الصغير | جماعة قروية | 383 2     | 205 11       |
| دائرة بويزكارن | تاغجيجت             | جماعة قروية | 076 2     | 988 9        |
| دائرة بويزكارن | تمولاي              | جماعة قروية | 109 1     | 325 5        |
| دائرة بويزكارن | تڭانت               | جماعة قروية | 666       | 630 3        |
| دائرة بويزكارن | أداي                | جماعة قروية | 669       | 005 3        |
| دائرة بويزكارن | أمتدي               | جماعة قروية | 325       | 472 1        |
| دائرة بويزكارن | آيت بوفلن           | جماعة قروية | 211       | 045 1        |
| دائرة كلميم    | فاصك                | جماعة قروية | 722       | 943 3        |
| دائرة كلميم    | اسرير               | جماعة قروية | 708       | 566 3        |
| دائرة كلميم    | افركات              | جماعة قروية | 268       | 460 1        |
| دائرة كلميم    | تيڭليت              | جماعة قروية | 154       | 930          |
| دائرة لقصابي   | اباينو              | جماعة قروية | 543       | 422 2        |
| دائرة لقصابي   | لقصابي تاڭوست       | جماعة قروية | 516       | 413 2        |
| دائرة لقصابي   | رأس اومليل          | جماعة قروية | 278       | 172 1        |
| دائرة لقصابي   | الشاطئ الأبيض       | جماعة قروية | 212       | 158 1        |
| دائرة لقصابي   | تلوين اساكا         | جماعة قروية | 256       | 125 1        |
| دائرة لقصابي   | تارڭا وساي          | جماعة قروية | 161       | 857          |
| دائرة لقصابي   | لبيار               | جماعة قروية | 96        | 546          |

## جغرافية الإقليم
- يعتبر النصف الشمالي للإقليم منطقة جبلية وهي أقسام ثلاثة: جبال الوركزيز في الشرق وجبال باني في الوسط وجبال الأطلس الصغير في الغرب والشمال. تتخلل هذه الجبال سهول مستوية غالبا ما تتفجر في معظمها عيون طبيعية جارية تسقي واحات النخيل واللوز والزيتون.
- النصف الجنوبي هو عبارة عن كتبان رملية تنتقل من مكان إلى مكان تحت رحمة الرياح.

### أهم الوديان
- وادي درعة ويخترق الإقليم من الوسط الشمالي الشرقي في إتجاه الجنوب الغربي و على ضفافه تنتشر المراعي و الزراعات البورية.
- وادي صياد ويخترق الزاوية الشمالية الغربية من الإقليم متسربا من أراضي جماعة أداي مرورا بتغجيجت وفاصك وكلميم ليتجه غربا نحو المحيط الأطلسي. ويعتبر وادي أم العشائر الذي يخترق مدينة كلميم من أهم روافده.

## المناخ
بإستتناء المناطق الغربية المحادية للمحيط المعتدلة نسبيا يغلب على الإقليم مناخ قاري بارد في الليل و حار بالنهار، وغالبا ما تهب عليه رياح الشركي صيفا.

## السكان
منذ أقدم العصور عمر الإنسان المغربي مناطق إقليم كلميم و المناطق المجاورة له، و بعد المد الإسلامي إلتجأ الكثير من قبائل العرب كبني عقيل و الجزوليين و فلالة و السباعيين وإندمجوا مع السكان الاصليين فكونوا سكان الإقليم الحاليين كما هو الشأن في كل المناطق المغربية الأخرى، و لعبوا أدوارا هامة عبر مراحل التاريخ المغربي، فقد نصروا عبد الله ابن ياسين و أبا بكر بن عمر و حاربوا الغزو الأجنبي مع ٱلماء العينين القادمين من السمارة، كما تفانوا في مقاومة المد الفرنسي نحو الجنوب بقيادة المدني الاخصاصي قائد مدينة الأخصاص، و في الانتفاضة التحريرية شاركوا في جيش التحرير و حرروا أغلب مناطق أيت باعمران و صبويا وطانطان وطرفاية .

## الجانب الثقافي
ساير السكان الثقافة المغربية، و إعتنوا بحفظ القرآن الكريم، وباللغة العربية وٱدابها وبعلوم الدين والشريعة الإسلامية، غير أن هذا الجانب الثقافي عرف ركودا بالغا في عهد الحماية الفرنسية على المغرب.